# بوتوکاتو
بوتوکاتو (به پرتغالی: Botucatu) یک منطقهٔ مسکونی در برزیل است که در ایالت سائو پائولو واقع شده‌است. بوتوکاتو ۱٬۴۸۲٫۶۴ کیلومتر مربع مساحت و ۱۳۹٬۴۸۳ نفر جمعیت دارد.